# Música cristiana
La música cristiana es la música creada y ejecutada como expresión del cristianismo. Esa expresión abarca una gran diversidad de estilos musicales que contienen letras con mensajes bíblicos o que involucran diferentes tipos de oración (de adoración, de acción de gracias, de petición), y cuya motivación principal es la fe cristiana.
La música cristiana es de origen judío: la liturgia musical de la sinagoga, en particular el canto psalmódico de los judíos como unidad poética musical, fue un legado transmitido del Israel antiguo al cristianismo primitivo, como forma de manifestar tanto a nivel personal como comunitario las creencias religiosas y la fe en Dios.
La definición y el objetivo de música cristiana varían en función de la denominación cristiana que la promueva. Se considera una herramienta útil, tanto para evangelizar al creyente, como para tratar aspectos de la vida que ha de llevar un cristiano.

## Historia de la música cristiana

### Tiempos bíblicos

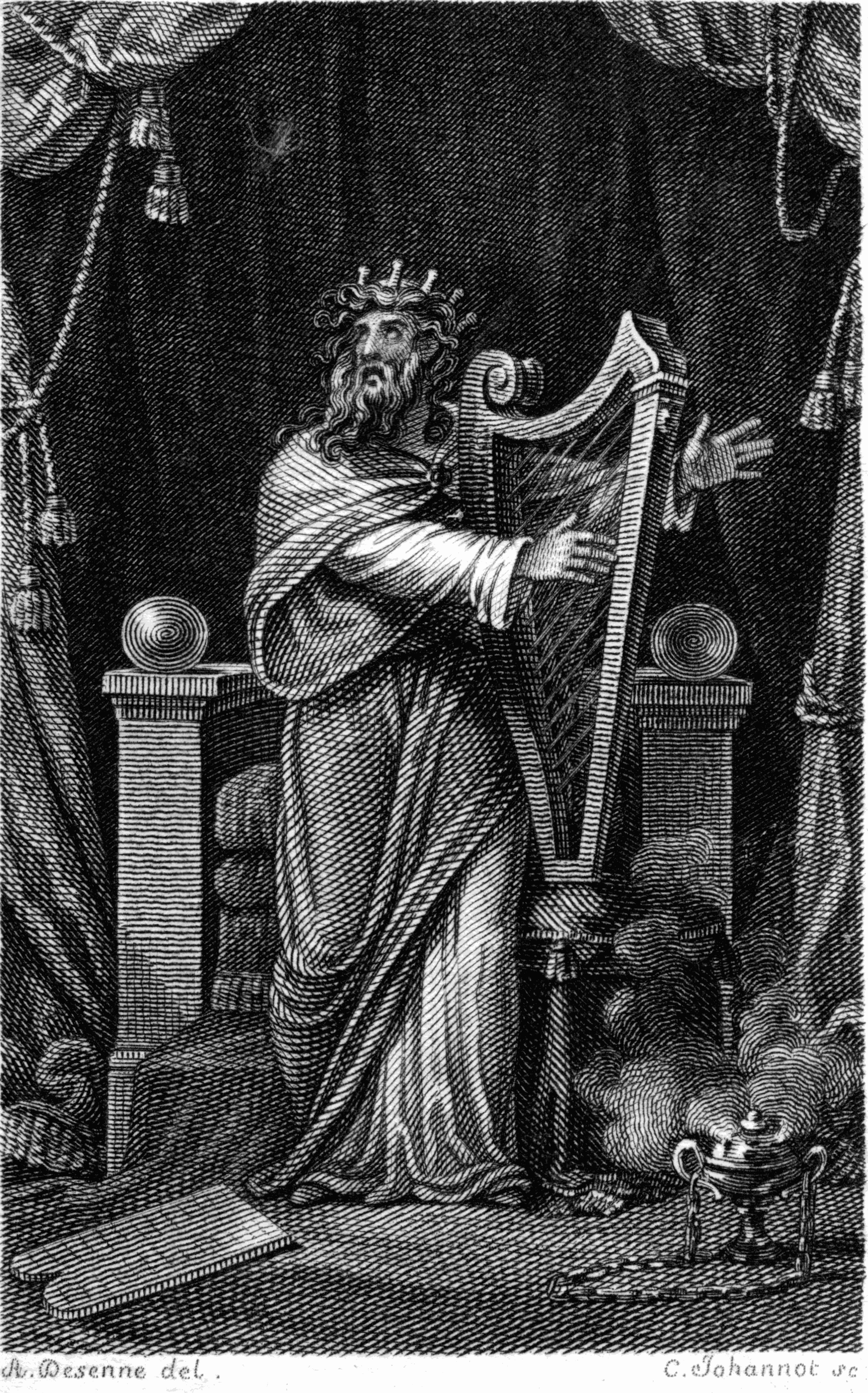
Representación de David tocando el arpa (1817).

En la Biblia, el papel de la música para el pueblo cristiano cumple la función de alabanza, adoración y glorificación de Dios. Un ejemplo se halla en el capítulo 150 del libro de los Salmos, donde se hace una exhortación a alabar a Dios con instrumentos musicales de viento, de cuerda y de percusión
En el Nuevo Testamento, el uso que los apóstoles y los seguidores de Levi, tal como se indica en 1 Crónicas 15:16 y Nehemías 11:22. Sobresale el papel del Rey David como músico, quien tocaba su arpa para calmar el atormentado espíritu del Rey Saúl, y más tarde obtuvo el derecho a designar a los músicos del templo. David también es el autor principal de los Salmos.

Danza de Miriam (Éxodo 15:19).

Otras referencias mencionan eventos donde se tocaba la música vigorosamente, acompañada de coros del pueblo y bailes donde participaban hombres y mujeres, grandes y pequeños, jóvenes y ancianos. La música acompañada de danzas estaba presente en celebraciones grandes y pequeñas que marcaban eventos importantes en la vida del pueblo, aunque también de la vida cotidiana, expresando una gran variedad de estados de ánimo, sentimientos y diversas emociones que tenían como característica la glorificación de Dios. Los cantos se solían realizar especialmente en tiempos de paz y alegría, mientras que diversos pasajes bíblicos demuestran que durante tiempos de arrepentimiento la música se dejaba de lado por un momento con el objeto de enfocarse en la oración, el ayuno y la comunión con Dios, tal como lo muestra la exhortación profética en Amós 5:23-24.
En el Nuevo Testamento destaca el relato sobre Pablo y Silas registrado en Hechos, donde se narra que a pesar de estar aprisionados y haber sufrido aflicciones, tribulaciones y persecuciones que enfrentaron por su fe en Jesucristo, ambos apóstoles cantaron himnos dedicados a Dios durante la medianoche.
Además, en Mateo 26:30 y Marcos 14:26, el testimonio bíblico registra que Jesús mismo y sus discípulos entonaron un himno de acción de gracias en la Última Cena, antes de que partieran al Monte de los Olivos. El texto bíblico no menciona el nombre del himno.

### Cristianismo primitivo
En el pasado, los Levitas habían sido nombrados cantores y tañedores del templo, sin embargo, sus obras musicales se perdieron con el paso de las generaciones. En el año 70 d. C., el Segundo Templo fue destruido por las tropas del emperador Tito, y en los años siguientes, los levitas, junto con la mayoría de los judíos huyeron de Palestina. Algunos piensan que como resulta la música de sinagoga perdió el carácter alegre y las grandes fuerzas instrumentales que tenían en el Templo judío inicialmente.
Diversos musicólogos como Ulrich, concuerdan en que gran parte de la música cristiana a principios del milenio se vio influida por la música hebrea y contenía diversas prestaciones y tradiciones musicales del pueblo judío. Según Werner (1984), las conexiones entre los cantos hebreos y los cantos cristianos han sido científicamente investigadas y comprobadas.
En general, se sabe poco acerca de la música del cristianismo primitivo debido a que gran parte de la misma no se escribía, sino que se transmitía principalmente de forma oral de generación en generación. De igual forma, se desconocen cómo fueron las melodías o ritmos de la música de las comunidades cristianas de los primeros siglos, aunque se piensa que las piezas consistían en sencillas melodías que acompañaban oraciones y plegarias vocálicas espirituales.
Algunos historiadores piensan que pudo haber influencia de la música griega oriental debido a que hay registros musicales que fueron escritos en el idioma griego; no obstante, esta última visión no es compartida por muchos, pues el hecho de que los himnos hayan sido escritos en griego no necesariamente implica la influencia de la música griega, además de que también se sabe poco acerca del estilo y melodía de la música griega y su historia. a principios del milenio, de los que se tiene registro arqueológico. En este se halló el manuscrito de un himno cristiano (P. Oxy. XV) que contenía tanto la letra como la notación musical. El texto, en griego, escrito de forma poética, llama a guardar silencio para que se pueda alabar a la Trinidad. La música contenida es completamente diatónica, la notación es hipolidia, y la métrica, esencialmente anapéstica. 
Los estudios de paleografía musical sobre la estructura musical del papiro, denotaron que la melodía resulta de un grupo de fórmulas características de la composición melódica semítica que no existía en la antigua música griega. Cuando el cristianismo se extendió por los países del Mediterráneo, dicho principio de composición musical se incorporó al estilo de la música europea de los siglos posteriores.

### Edad Media

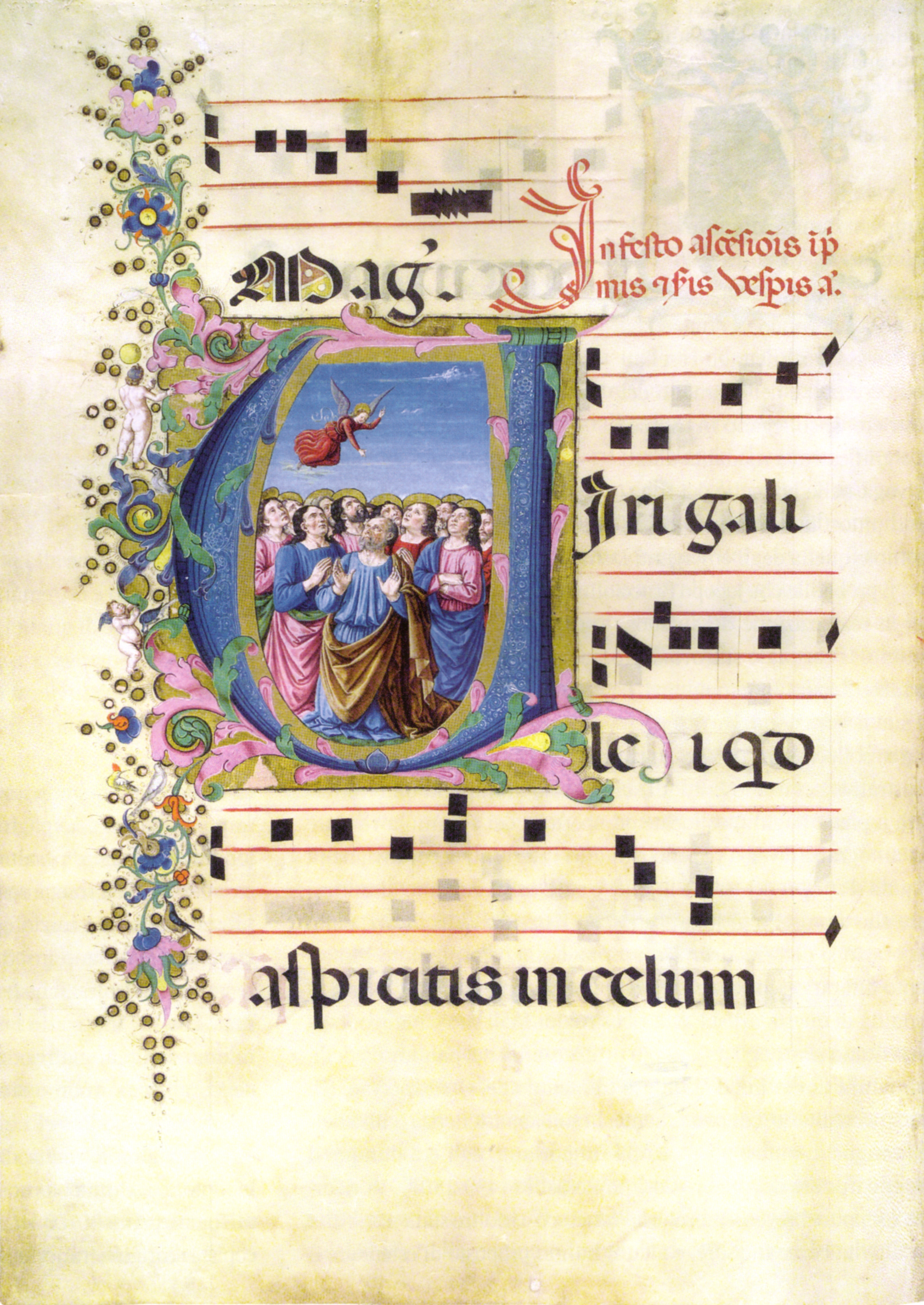
Las antífonas polifónicas fueron ampliamente usadas durante la Edad Media y el Renacimiento.

Los usos que se le dieron a la música en los servicios religiosos de las comunidades cristianas se fueron ampliando durante la Edad Media, cuando tomaron un carácter más trascendental en la vida de los pueblos. 
Con la división del Imperio Romano en el año 395, el canto cristiano en Europa Oriental pasó a caracterizarse por su producción en la lengua griega, en el canto bizantino, mientras que en Europa Occidental, se produjo más en la lengua latina, pareciéndose más al canto gregoriano.
Durante sus primeras manifestaciones en Europa, la mayoría de la música involucraba el canto, ya sea de toda la congregación (montaje) o por un subgrupo de canto, como un coro o un grupo musical de culto. También se hizo producción de música cristiana en el imperio bizantino. Esta se manifestaba usualmente en grandes edificios o lugares cerrados como monasterios, catedrales o templos.
Las Iglesias ortodoxas preferían que los cantos se realizaran en templos o lugares de culto donde el ambiente fuera solemne y no se interrumpiera la sonoridad de la voz humana. Los servicios religiosos de la Iglesia Ortodoxa usaban frases que provenían de tradiciones judaicas y eran escasamente acompañadas de instrumentos musicales, especialmente en los templos de Bizancio y Macedonia. Algunos instrumentos empleados eran el laúd y las campanas. En la iglesia ortodoxa de Etiopía se usaban instrumentos autóctonos como tamborcillos y elementos de percusión.
Entre los siglos V y VI, la teoría musical griega fue dada a conocer por Boecio, y se comenzó a usar en Occidente con una notación alfabética latina. Más tarde, la lectura musical se organizó de acuerdo a su estilo en canto silábico (salmodía), donde cada signo representaba un sonido, o en canto melismático (himnario), donde cada sílaba del texto representaba varios sonidos de distinta jaltura.
El canto llano (también conocido como música gregoriana) se usó durante la Edad Media como una expresión más occidental del arte religiosa. En grandes monasterios de tipo contemplativo como los benedictinos se desarrollaron un sinnúmero de canciones únicas que formaban parte de la alabanza y del patrimonio musical de la época. En este contexto, destacan históricamente las aportaciones musicales de Guido de Arezzo y su relación con la cristiandad.

### Renacimiento
Debido a que el renacimiento no surgió al mismo tiempo en toda Europa, el avance musical y artístico se manifestó de diversas formas en distintos lugares, no siempre innovando la tradición medieval musical cristiana.
Además, se considera que en muchos ámbitos de la música cristiana se reintrodujeron instrumentos musicales que habían sido populares durante la Edad Media, como instrumentos de cuerda e instrumentos de percusión para acompañar a diversos coros. Entonces se usaban textos litúrgicos y antífonas musicales que se siguieron usando abundantemente en los siglos posteriores.
Con los viajes de Marco Polo y el descubrimiento del continente americano, se diversificó la música de culto religioso. El villancico destacó como una de las expresiones musicales (principalmente católica), surgiendo en la península ibérica como música popular que fue tomando carácter secular dentro de algunos pueblos, y llegó a extenderse a toda América.

### Música barroca

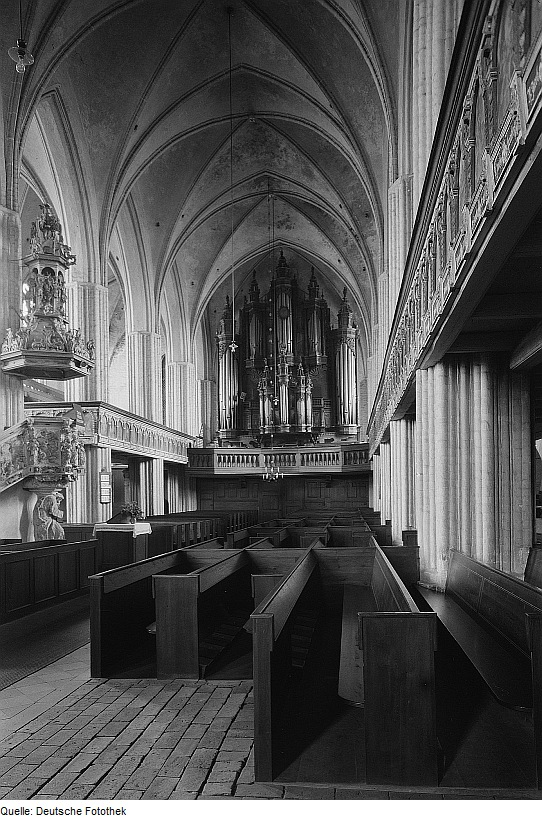
Órgano barroco al fondo, en Tangermünde, Alemania.

Durante el Barroco, la música cristiana se hizo mucho más compleja en cuanto a instrumentos; el clavecín, el órgano y el piano se integraron tanto al espacio arquitectónico, como a los coros y a las orquestas europeas de música cristiana. En América y en Oriente, la música fue una forma presente en la evangelización de los pueblos nativos, especialmente en Nueva España. La música de los cristianos en el Medio Oriente era más autóctona en comparación a la música de las colonias americanas y la de las Islas Filipinas debido al proceso de colonización que sufrían los pueblos indígenas.
En el barroco europeo se tienen varias manifestaciones estéticas dentro de los géneros musicales, fueron los italianos y centro europeos quienes crearon composiciones de la música cristiana de tal reconocimiento que forman parte de los clásicos. En el caso de las ciudades itálicas, del Reino de España y en el Reino de Portugal se tiene una corriente manierista. Durante el período barroco en Europa, se utiliza ampliamente el preludio coral (para órgano), que se compone mediante el uso de una melodía popular himno temáticamente, y un amplio corpus de otra música para órgano solista comenzó a desarrollarse en toda Europa. Algunos de los exponentes más conocidos de este tipo de composiciones; Antonio Vivaldi compositor de Gloria, Johann Sebastian Bach un máximo exponente del órgano barroco, Dieterich Buxtehude, Georg Friedrich Händel uno de los más influyentes de la música barroca siendo la sinfonía de Halleluia una de las más conocidas, François Couperin, César Franck y Charles-Marie Widor para nombrar unos pocos. Varios compositores han escrito notas de la música instrumental cristiana, dentro de la música europea como los actos de adoración, incluyendo el repertorio de órgano conocido por compositores como Olivier Messiaen, Louis Vierne, Maurice Duruflé, y Jean Langlais.
La riqueza generada en los reinos ibéricos de España y Portugal gracias a sus colonias en otros continentes pudo financiar a muchos compositores para la música de las grandes catedrales. En este periodo la música del cristianismo europeo desarrolló innumerables sinfonías.

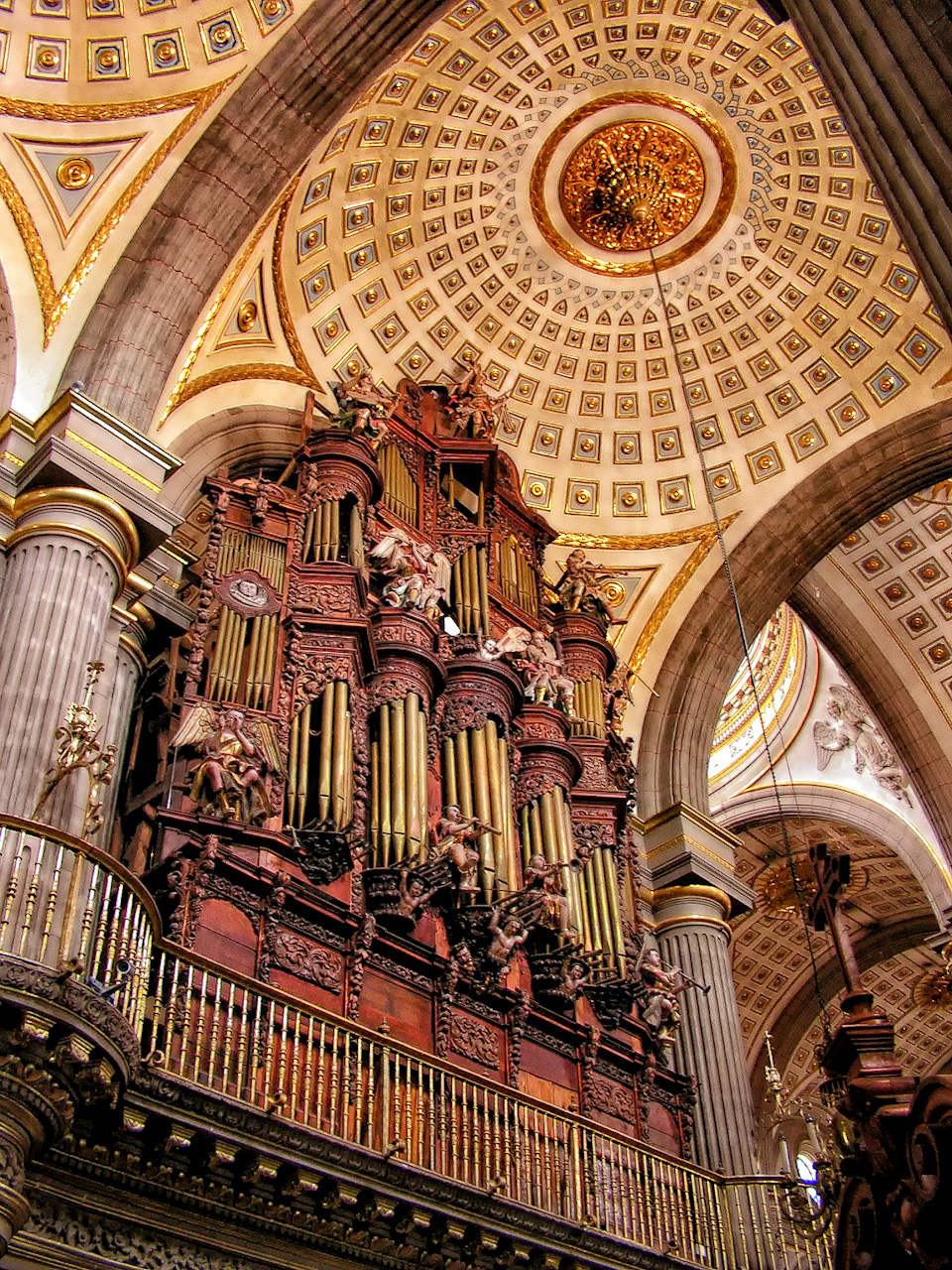
Órgano barroco de la catedral de Puebla, México.

Las sonatas para orquesta y otras formas de música instrumental religiosa también se fueron formando como una expresión única que se manifestó en las colonias americanas, llegando a destacar la música del órgano barroco dentro de los templos del Virreinato de la Nueva España, del Virreinato en Perú y la música barroca del Brasil. En la música barroca de las colonias americanas también hubo importantes exponentes, difiere radicalmente de la música europea, ya que la composición de villancicos y sonatas, se hicieron en idiomas vernáculos como el náhuatl. En el Archivo Musical de la Catedral de Oaxaca se encontró la colección íntegra del Cancionero Musical de Gaspar Fernandes con más de 300 cánticos religiosos populares, en su mayoría escritos en latín, español; y algunos también en portugués y náhuatl.
El texto de la Misa Oaxaqueña, surgió como una adaptación tomada de los textos del cantoral religioso oaxaqueño del periodo medieval, del texto litúrgico en español de la misa católica. La obra adopta estrictamente la estructura de una misa. En la liturgia católica, la misa solemne o cantada constituye un género musical tradicional, que consta de tres partes obligatorias, el "Kyrie" el "Sanctus" y el "Agnus Dei", e incluye además el "Gloria" y el "Credo". Gaspar Fernandes, Juan Gutiérrez de Padilla, Manuel de Sumaya y Juan Matías de los Reyes son otros exponentes de lo que se conoce como misa oaxaqueña o música novohispana.
En la música cristiana del barroco brasileño no hay notables cambios en comparación con la de los virreinatos españoles, Manoel Dias de Oliveira e Inácio Parreiras Neves fueron entre los músicos que más destacaron de las colonias portuguesas, en Minas Gerais fue donde el arte barroco tuvo su máxima expresión sobre la música para el culto.
La música de las iglesias cristianas en colonias británicas y francesas se diferenciaban significativamente de las colonias españolas y portuguesas; y muchos holandeses y otros inmigrantes buscaron la manera de hacer su propia música para el culto. Por otra parte, cuando las 13 colonias se consolidaron como los Estados Unidos, los coros eclesiales tomaron gran importancia en la música cristiana del siglo XIX y del siglo XX de la nación.

### Música instrumental

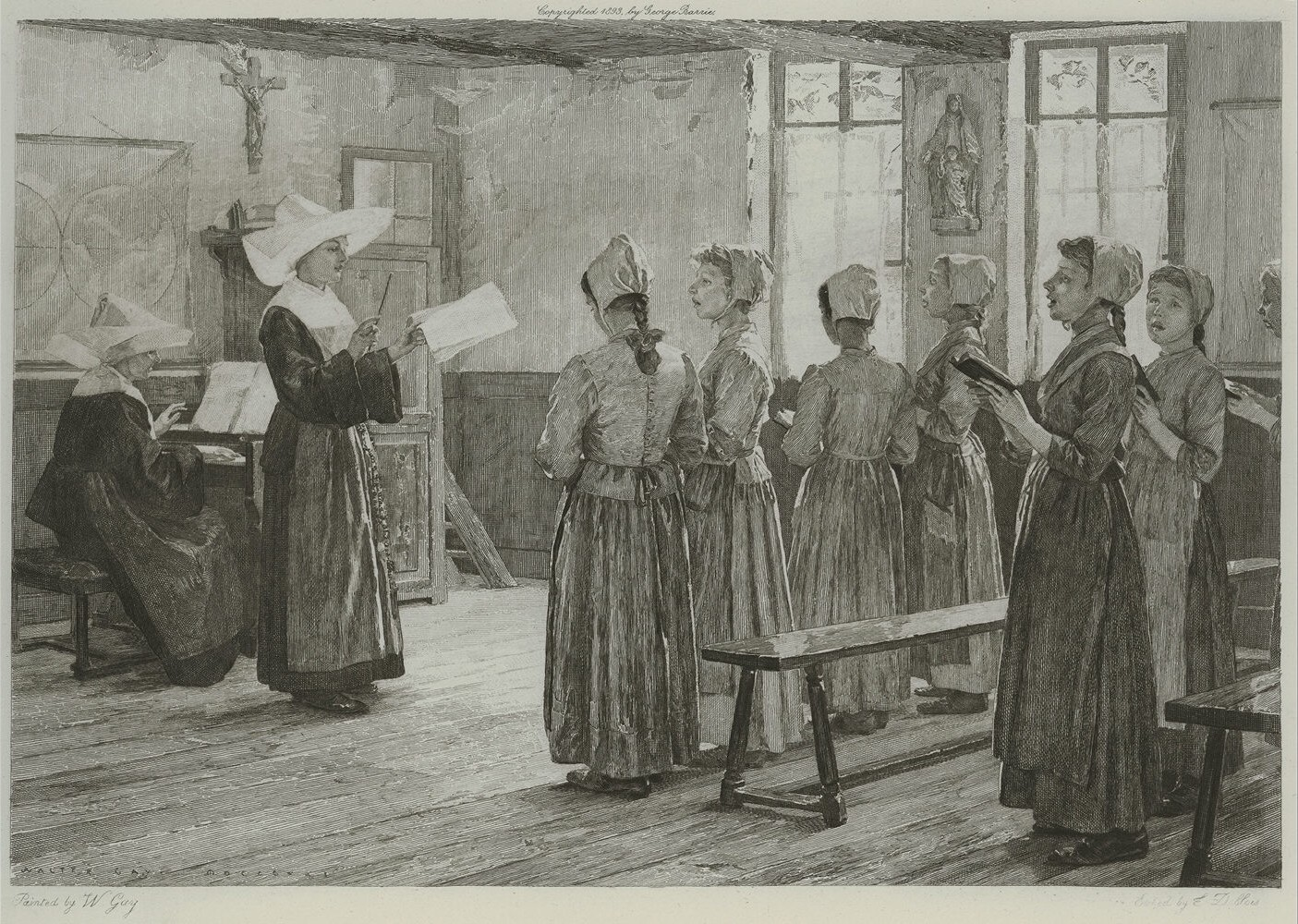
Enseñanza de un canto dentro de un monasterio francés.

A través de la historia, principalmente durante el protestantismo, la música cristiana en diversos círculos se caracterizó por ser simplemente instrumental. Durante el período Barroco en Europa, el preludio coral para el órgano se usó ampliamente, lo que se reflejó en piezas himnos populares y composiciones de música clásica. 
Algunos de los exponentes más destacados de este tipo música, incluyen a Johann Sebastian Bach con famosas obras como Jesús, alegría de los hombres y la Pasión según San Mateo; Georg Friedrich Händel con El Mesías, Buxtehude, Couperin, César Franck, Charles-Marie Widor entre otros.
Durante este tiempo hubo compositores que se dedicaron a componer especialmente música de órgano para actos de culto religioso. Algunos compositores muy conocidos fueron Olivier Messiaen, Louis Vierne, y Maurice Duruflé.

### Himnos cristianos
Los himnos son cantos de alabanza y exaltación a Dios. Su uso en la práctica cristiana se menciona desde el Nuevo Testamento, en Mateo 26:30 cuando después de haber cenado Jesucristo y sus discípulos, se relata que juntos cantaron un himno cuyo nombre no se menciona.
Durante la Reforma Protestante la apreciación de los himnos dio lugar a por lo menos dos tipos de enfoques musicales. Uno era principalmente calvinista y radical, y consideraba que la música cristiana tendría que contener casi citas de la Biblia, o de lo contrario, sería rechazada y prohibida.[cita requerida] En algunas iglesias, en vez de himnos, se coreaban solamente salmos bíblicos con melodías muy básicas que frecuentemente no tenían acompañamiento instrumental. Esto fue conocido como "salmodia exclusiva". Hoy en día algunas iglesias presbiterianas, por ejemplo, al oeste de Escocia, todavía conservan dicha tradición.
Otro enfoque reformista más flexible permitió un estallido de composiciones musicales y cantos congregacionales. Uno de los reformistas de este tipo fue Martín Lutero, quien no solo participó en la reforma religiosa sino también fue autor de muchos himnos, incluyendo Ein feste Burg unser Gott ist (Castillo fuerte es nuestro Dios), que se canta hoy en día incluso por algunos católicos, y Gelobet seist du, Jesu Cristo (Alabanza a Ti Jesucristo). A menudo, Lutero y sus simpatizantes utilizaban himnos o coros para enseñar principios de la fe.

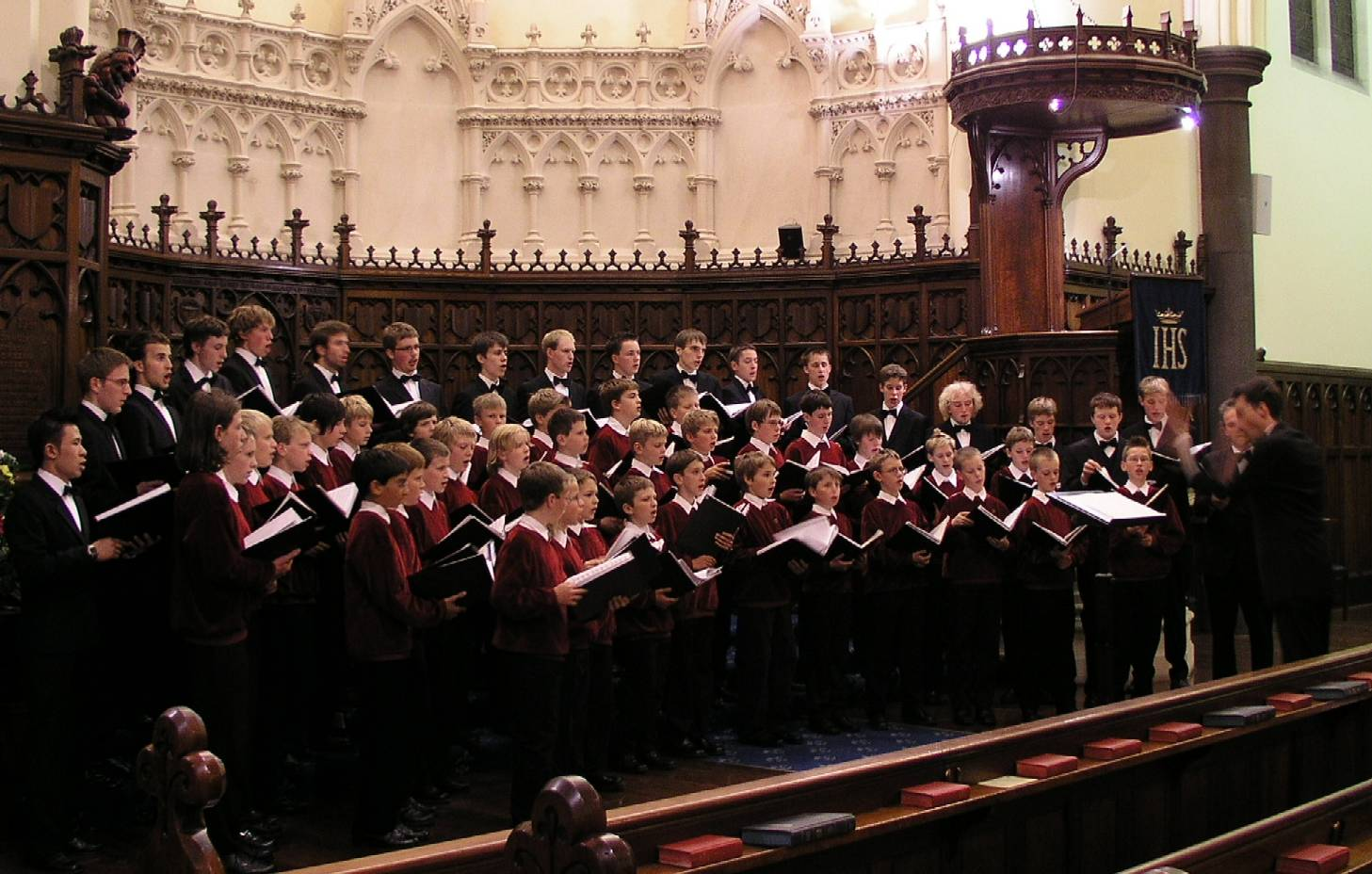
Coro de niños en una iglesia anglicana australiana.

El primer himnario protestante se publicó en Bohemia en 1532. Por otro lado, el Conde Zinzendorf, líder de la Iglesia Morava en el siglo XVIII, escribió unos 2000 himnos. También los primeros escritores ingleses tendían a parafrasear textos bíblicos, especialmente los Salmos, por ejemplo Isaac Watts a quien se le reconoce como un gran compositor de himnos, y se le acredita el primer himno inglés: "Behold the glories of the Lamb" (He aquí la gloria del Cordero). Los himnos y cantos corales también eran comunes en la iglesia anglicana.
Otros escritores posteriores innovaron aún más sus obras, incluyendo en sus textos la alegoría y la metáfora y procurando dar un mensaje cristiano de edificación. Los himnos de Charles Wesley y su hermano John destacaron no solo dentro del metodismo, sino en otras muchísimas iglesias protestantes, ya que desarrollaron un enfoque en el que se expresaban los sentimientos personales que reflejaban una lírica que hablaba de una relación personal con Dios, y el deseo de Su alabanza.
Las contribuciones de Wesley, unido al Segundo Gran Despertar en los Estados Unidos, contribuyeron a formar los antecedentes de un nuevo estilo que se conocería como góspel. Así comenzó una nueva etapa en la historia de la música cristiana, en la que hubo una explosión de composiciones cristianas por letristas y músicos, de los cuales destacan Fanny Crosby, Lina Sandell, Philip Bliss, Ira D. Sankey, y otros compositores que participaron en avivamientos, reuniones campestres y cruzadas evangelísticas. El estilo o forma melódica de tales obras generalmente se designa como "canciones góspel" a diferencia de los himnos. Las canciones góspel incluyen un estribillo (o coro) y por lo general (aunque no siempre) un tempo más rápido que los himnos. Como ejemplos de la distinción, "Amazing Grace" es un himno (sin estribillo), mientras que "How Great Thou Art" es una canción góspel.
Durante el siglo XIX, las canciones góspel se extendieron rápidamente en el protestantismo y el cristianismo no denominacional, mientras que eran conocidos en mucho menor medida en el catolicismo, y era casi desconocido en las Iglesias ortodoxas que se quedaron básicamente con la clase de cantos antiguos.
Como resultado de las innovaciones musicales y el paso del tiempo, se fueron combinando elementos de la música cristiana de épocas pasadas con nuevos estilos que estaban formando los cristianos afroamericanos estadounidenses, quienes componían desde himnos, hasta los llamados espirituales negros, y canciones de trabajo que reflejaban la fe cristiana. Los cantos se fueron diversificando hasta formar propiamente el género góspel y abrieron paso para ampliar aún más la variedad de estilos musicales subsecuentes. Los negros espirituales eran cantos acompañados de gran contenido coral y participación de la congregación cristiana, y estos se hicieron presentes en iglesias metodistas, episcopales, bautistas, no denominacionales, entre otras.

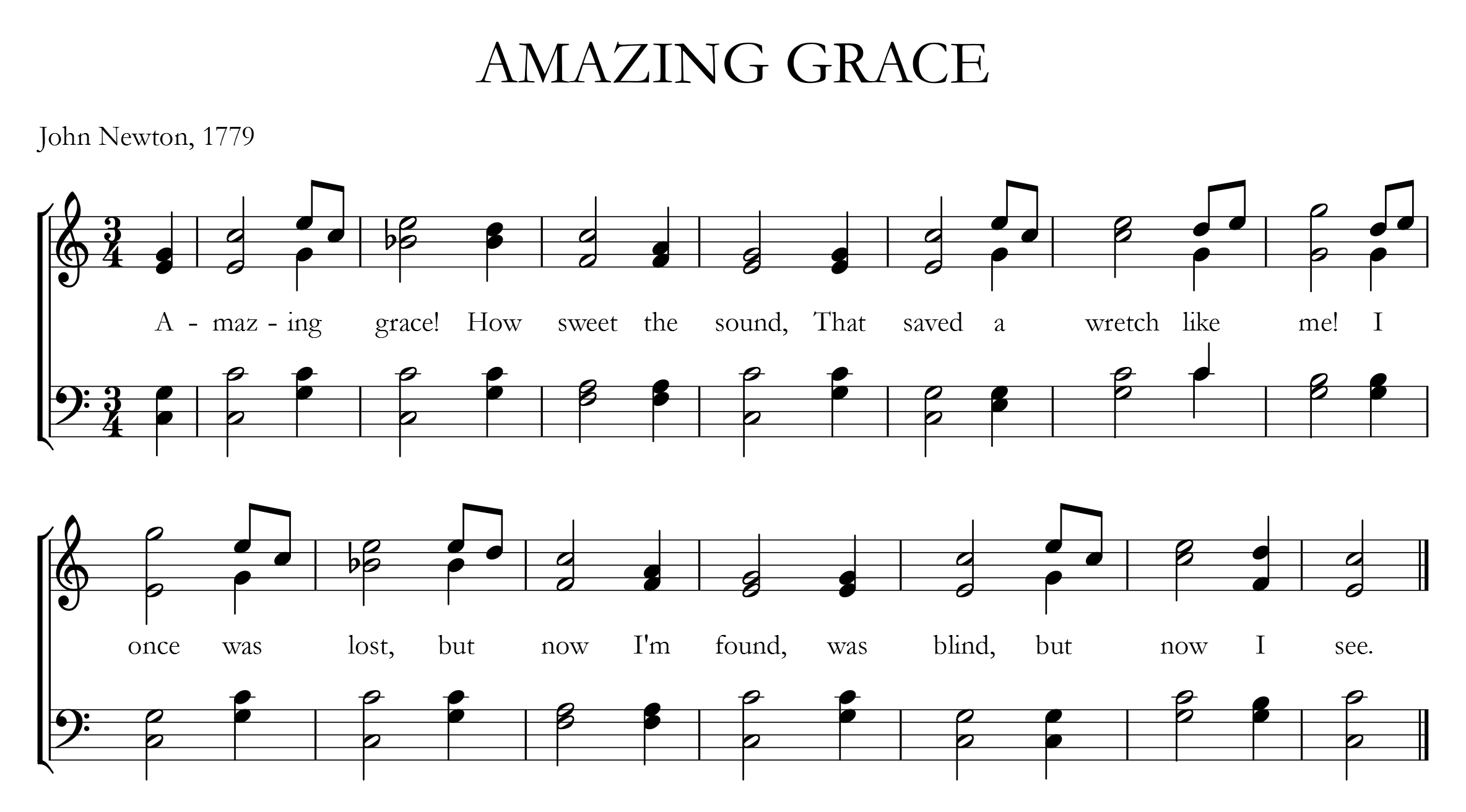
"Amazing Grace", una de las canciones cristianas más emblemáticas de la historia.

La música cristiana se fue transformando poco a poco hasta consolidarse lo que se conoce como la llamada música cristiana contemporánea, que se ubica desde la segunda mitad del siglo XX. Esta fue compuesta principalmente por parte de diversas denominaciones destacando las evangélicas.

## Música de culto o alabanza
La alabanza cristiana es vista como una forma de adoración a Dios, la cual generalmente se desarrolla a través de himnos y cantos en un templo o iglesia, como parte del servicio religioso o culto a Dios y como acto de presencia en el acto de adoración que da la congregación cristiana. Esta se puede contemplar en las distintas denominaciones de creyentes y usar distintos tipos de instrumentos musicales.
En Occidente, la mayoría de las confesiones cristianas hacen uso de diversos tipos de instrumentos para acompañar a su servicio religioso, sin embargo, algunas denominaciones como la "Iglesia de Cristo", los primeros Bautistas[cita requerida] y la Iglesia Libre de Escocia, históricamente, no utilizan instrumentos señalando su ausencia en el Nuevo Testamento. Durante el siglo pasado, varios de estos grupos revisaron dicha postura y se han optado por incorporarlos como un apoyo al canto. Existen iglesia que sin dejar si vínculos con las congregaciones más ortodoxas incorporan un servicio de canto instrumental llamado contemporáneo en contraste al tradicional.
la alabanza coral cristiana una manera de adorar a Dios, que a Él se le debe toda honrar gloria y alabanza por siempre por los siglos de los siglos.

### En la Iglesia ortodoxa
La música cristiana del ortodoxismo es la música dedicada a la alabanza de Dios y vivencia de la fe, desde la perspectiva de la Iglesia ortodoxa. Esta música deriva principalmente de la música sacra y escasamente acepta nuevas melodías, ritmos o estilos musicales debido a su tradición más conservadora. Esto representa una variedad temática musical más limitada en cuanto a géneros.

### En la Iglesia católica
La música cristiana en el catolicismo es aquella dedicada a la alabanza de Dios y vivencia de la fe desde la perspectiva de la Iglesia católica. Esto incluye a una variedad de géneros y diversidad musical que no se limita a la divinidad de Jesús de Nazaret, sino que incluye creencias católicas como los sacramentos y el misterio de Dios en la liturgia católica.
La música católica incluye, entre otras, la música sacra, música contemplativa y de meditación. Los estilos de música contemporánea no son muy comprendidos dentro de la Iglesia católica; sin embargo, existen algunos exponentes que se han abierto más espacio en el ámbito.

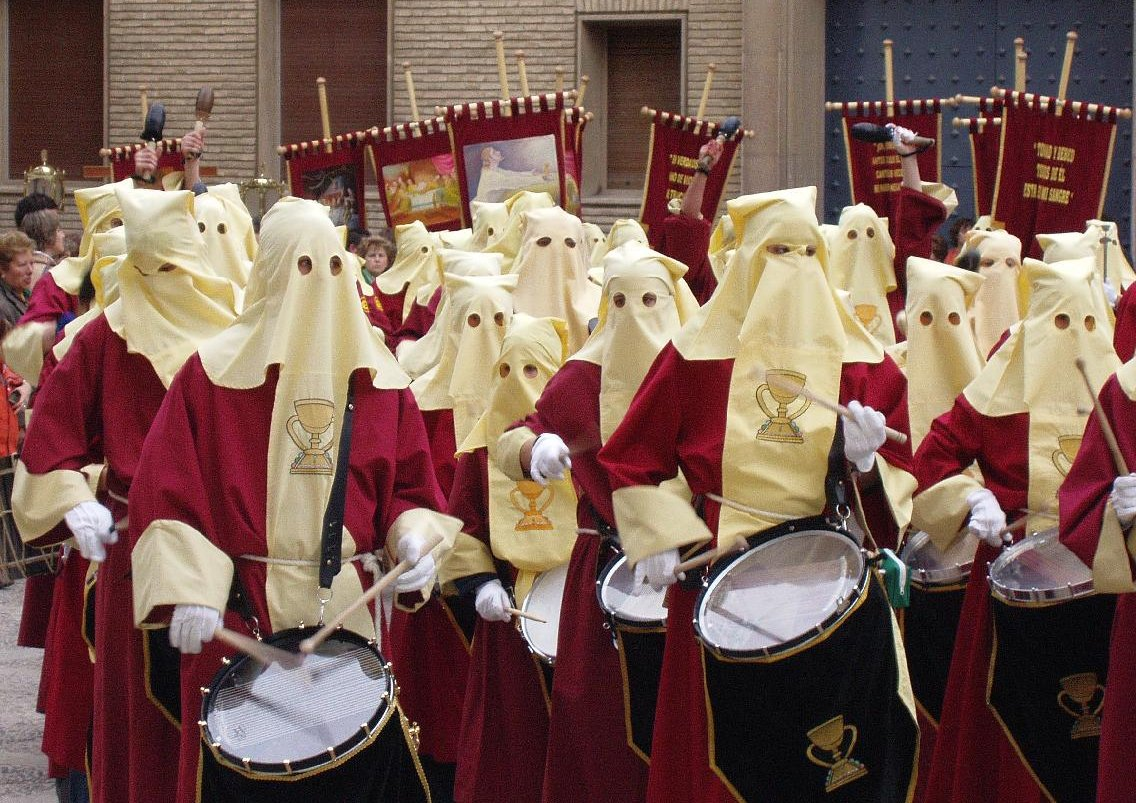
Procesión católica en la Catedral de Huesca, durante la Semana Santa.

En la tradición católica, durante la Semana Santa se celebran procesiones organizadas por una cofradía, en donde figuran una o varias hermandades. Cada una tiene sus respectivos pasos, que son imágenes religiosas o esculturas talladas sobre el viacrucis, figuras marianas, o figuras de santos católicos. En las procesiones participan penitentes, que suelen llevar gorros cónicos, acompañados de bandas de músicos y tamborileros que van marcando los pasos y el ritmo del caminar. Las bandas se acompañaban principalmente con cornetas o platillos, y van tocando marchas de tipo militar.
En México, durante la guerra cristera, se llegaron a componer múltiples cantos que rechazaban el gobierno de Plutarco Elías Calles y exaltaban a Jesucristo como el eje central del Reino de Dios en la Tierra. Ante la amenaza de un gobierno secular, la fe de los combatientes que intervinieron en el conflicto social se llegó a acompañar de numerosos himnos católicos que perduran hasta nuestros días, así como el género del corrido.
El pop-rock católico, que comenzó en países como Canadá y se ha ido extendiendo en países como Francia, se fue desarrollando en la segunda mitad del siglo XX, hasta conformarse como un género particular que pretendía reunir a círculos juveniles en la Iglesia Católica. Con el tiempo también han surgido grupos de músicos católicos que han decidido incursionar en géneros como el vallenato, la salsa y el merengue, dada la creciente aceptación de dichos géneros en países latinos.

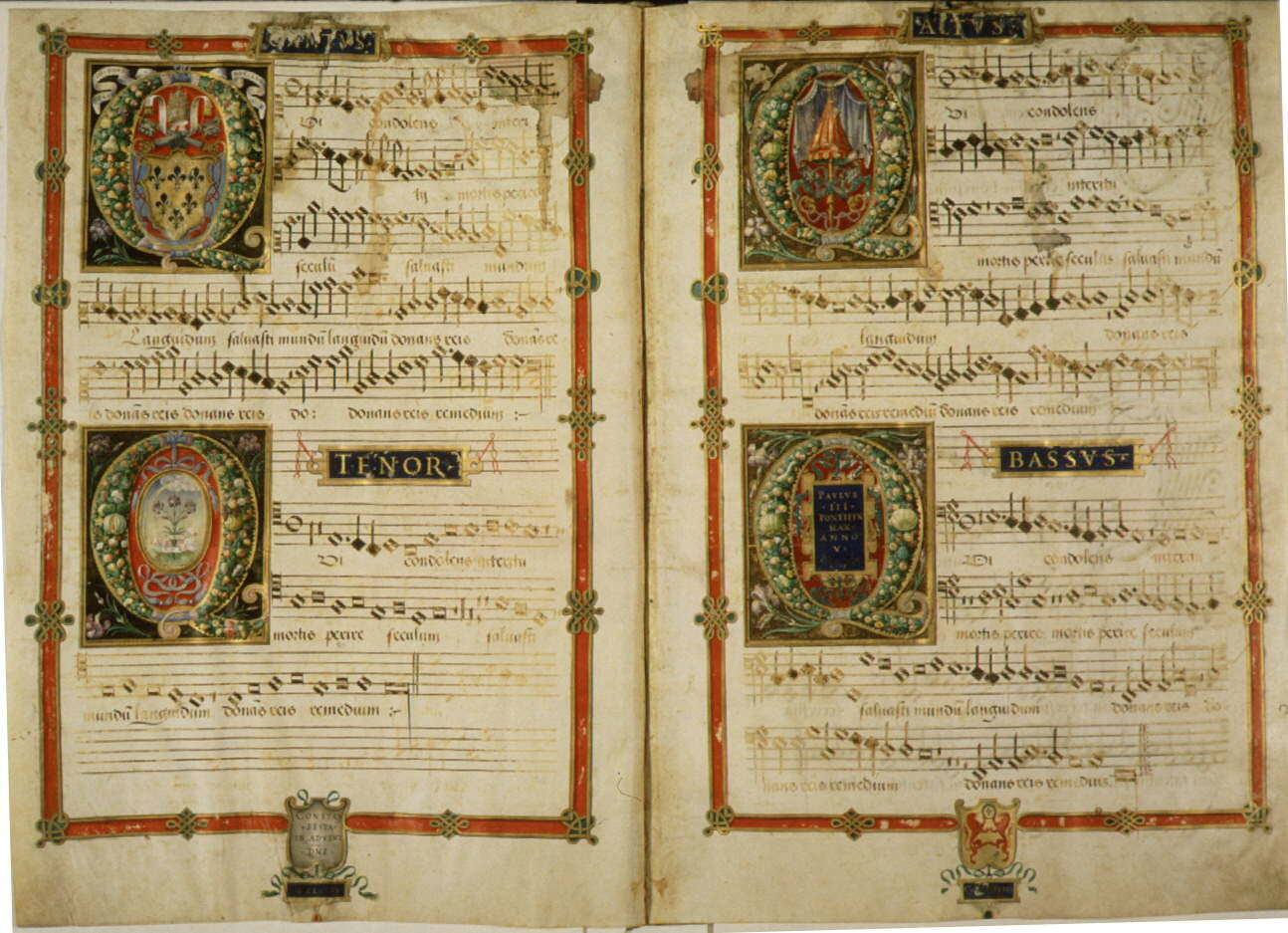
Partituras de Costanzo Festa, cantadas en el concierto de Navidad de El Vaticano.

Actualmente en la iglesia católica han surgido músicos jóvenes de corte religioso que han dedicado gran parte de su vida al canto y la música católica.
En España, el sacerdote Cesáreo Gabaráin llegó a destacar como compositor de música litúrgica. Algunas monjas[¿quién?] ha incursionado como cantautoras e intérpretes de canciones que muestran una apertura de la música sacra hacia la música popular, y que promueven desde la perspectiva católica, el culto a Dios, como lo muestra la famosa canción de Dominique.
Por otra parte, el Vaticano acostumbra realizar conciertos en las épocas navideñas, donde se han llegado a invitar a artistas católicos de música secular como Jennifer Paige, Dolores O'Riordan, Westlife, Simply Red, entre otros. Así mismo, la Iglesia Católica realiza un evento anualmente conocido como el "World Youth Day" (WYD), (en español: "Jornada Mundial de la juventud"), el cual está dirigido a los jóvenes y es acompañado de espectáculos y festivales musicales que inician después de las misas, y que incluyen la interpretación de bandas o músicos católicos destacados en el ámbito. La organización del WYD fue instituida durante el papado de Juan Pablo II, y fue continuada por Benedicto XVI. En dichos eventos, los líderes religiosos suelen estar presentes durante la realización del concierto.

### En iglesias cristianas evangélicas
La música cristiana evangélica se fue formando paulatinamente en los Estados Unidos a lo largo del siglo XX, como resultado de una gran diversificación musical que tenía como antecedente directo a los antiguos himnos congregacionales y a los negros espirituales de los cristianos afroamericanos.
A lo largo de la segunda mitad del siglo XX, surgieron una gran variedad de músicos que destacarían eventualmente, unos a nivel nacional, otros a nivel internacional. En las décadas de 1950 y 1960, por ejemplo, era común la música góspel en Iglesias bautistas, lo que llegó a reflejarse en el surgimiento de exponentes importantes como Albertina Walker y Mahalia Jackson, conocida como la reina de la música góspel.
En los años 1990 destacaron músicos como Steven Curtis Chapman en el estilo contemporáneo, mientras que Don Moen y Ron Kenoly destacarían en el ámbito de la música góspel de adoración.

## Música cristiana contemporánea

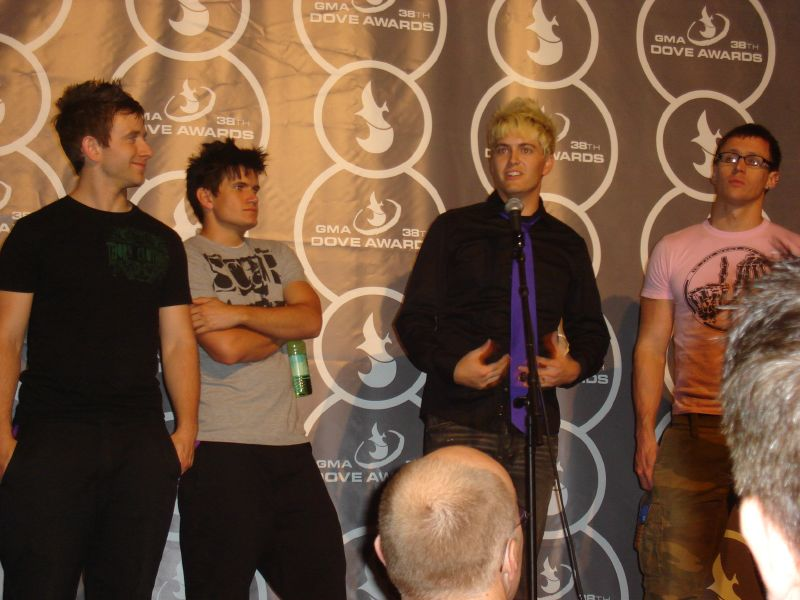
El grupo Stellar Kart, en una conferencia de prensa, después del Premio GMA Dove en Nashville (Tennessee), Estados Unidos, en 2007

### Historia
A finales de los 60 y durante la década de los 70, en Estados Unidos fue conformándose la llamada Jesus music o 'música de Jesús', la cual estaba relacionada con el movimiento cristiano contracultural conocido como Jesus movement. Frecuentemente se considera que en dichos años se ubican los inicios de la música cristiana contemporánea como categoría musical. En esta época numerosos músicos hippies y músicos callejeros se habían convertido al cristianismo y muchos continuaron tocando el mismo estilo de música después de su conversión, pero agregando letras de temática y fe cristiana. No obstante, algunos de estos músicos retomaron elementos de la música cristiana de épocas pasadas, o innovaron los elementos del momento. Poco a poco se fue popularizando la música cristiana con melodías diferentes dentro y fuera de Estados Unidos, tanto en países europeos y latinoamericanos; tanto en sectores evangélicos, como en otras confesiones de fe cristiana no-católica, no denominacional o protestante.
Los artistas evangélicos hicieron contribuciones significativas a la música cristiana contemporánea en la década de 1960, desarrollando varios estilos musicales cristianos, desde el rock cristiano hasta el hip hop cristiano pasando por el punk cristiano o el metal cristiano. Los GMA Dove Awards, una ceremonia anual que premia la música cristiana, fue creado en Memphis (Tennessee) en octubre de 1969 por la Gospel Music Association.
Varias sellos discográficos evangélicos han apoyado el movimiento. En rock cristiano, existe Sparrow Records fundado en 1976 en los Estados Unidos por Billy Ray Hearn, un música cristiana graduado de la Universidad de Baylor.
En hip hop cristiano, TobyMac, Todd Collins y Joey Elwood fundaron el primer sello especializado Gotee Records en 1994. La fundación del sello Reach Records en 2004 por Lecrae y Ben Washer también tuvo un impacto significativo en el desarrollo del hip-hop cristiano.
De acuerdo a Ericson Enroth, el pastor Chuck Smith de Calvary Chapel fundó las primeras disqueras de música rock-pop cristiana, en una de las cuales se originó la etiqueta Maranatha! Music en 1971. Con el tiempo fueron formándose diversas bandas juveniles y músicos similares en el país, por ejemplo, Larry Norman, quien es considerado uno de los pioneros del rock cristiano. Entre otros de los líderes musicales destacados se encontraban Barry McGuire, Second Chapter of Acts, Resurrection Band, Phil Keaggy, Dion DiMucci, Randy Stonehill, Randy Matthews, The Imperials, Andraé Crouch, Nancy Honeytree, Keith Green, etc. Otras agrupaciones como Larry Hart o The Archers abordaron la música cristiana incorporando algunos elementos de la música disco en sus melodías. Otros intérpretes como Wayne Watson, White Heart, Rich Mullins, y Michael W. Smith incorporarían elementos de la música ochentera en su música con aspectos musicalmente innovadores.
En México, durante el siglo XX, se llegaron a conformar diversos conjuntos que integraban letras de fe cristiana en la música folclórica de la época, con lo que fue surgiendo la variante musical del mariachi cristiano. Algunos de los intérpretes conocidos incluían a las hermanas Martha y María Bonilla, y a José Trejo. Como resultado de su creciente aceptación por algunos creyentes, esta música se fue extendiendo a otros países latinoamericanos como Costa Rica, Venezuela y Colombia, entre otros.

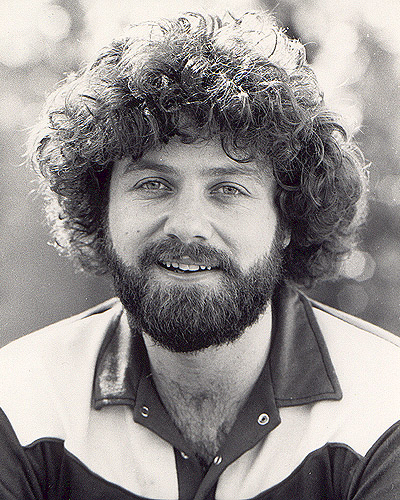
Keith Green.

#### Década de 2010
En el 2004, más de 250 músicos cristianos se unieron juntos para cantar la canción "One Voice, One Heart" (Una Voz, Un Corazón). La unión se realizó con motivo de recaudar fondos que fueran destinados a los afectados por el tsunami en Indonesia en ese mismo año. La pieza, escrita por Mark Beswick y Tim Hughes, se grabó en los Abbey Road Studios. Entre los participantes estuvieron Martin Smith de Delirious?, Matt Redman, Lou Fellingham, Noel Richards, Brenton Brown y Graham Kendrick, entre otros líderes de alabanza que juntos llegarían a ser apodados como la "Band Aid Cristiana."
De formar similar, ante el desastre por el terremoto de Haití de 2010, Michael W. Smith convocó músicos cristianos prominentes para grabar la canción "Come Together Now" (Vengamos Juntos Ahora), en los Ocean Way Studios, en Nashville, Tennessee, y conseguir fondos para los damnificados de la isla. La pieza fue escrita por Smith, David Mullen y Cindy Morgan; y contó con la participación de Steven Curtis Chapman, Mark Hall y Megan Garrett de Casting Crowns, Chris McClarney, Brandon Heath, Mandisa, Britt Nicole, Francesca Battistelli, Natalie Grant, Amy Grant, Matthew West, John Schlitt de Petra, Ashley Cleveland, Aaron Shust, Vince Gill, Phil Stacey, David Mullen, Selah, Everlife, Point Of Grace, The Katinas, entre otros. Se incluyó además un coro de 250 niños, incluyendo 14 de Haití; y se dio a conocer con el nombre de "Music City Unites for Haiti."

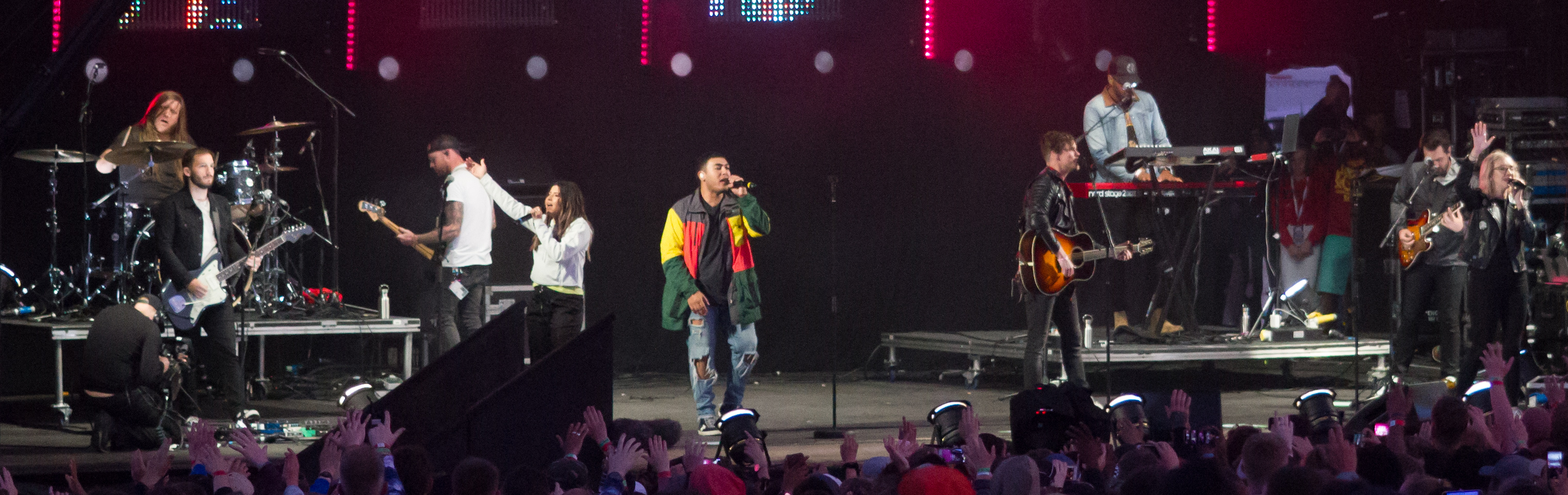
Elevation Worship.

Según un estudio de 2023 realizado por Worship Leader Research, de las 25 licencias de canciones más populares utilizadas por las iglesias entre 2010 y 2020, casi el 100 % provenía de 3 grupos musicales de megaiglesias: Hillsong Worship (Hillsong Church), Bethel Music (Bethel Church) y Elevation Worship (Elevation Church).

### Consolidación y variedad de estilos
Actualmente, la "música cristiana contemporánea" se entiende no propiamente como un estilo musical separado del resto de estilos, sino más bien como una categoría musical cuya lírica representa un contenido de fe cristiana. A menudo, el autor o intérprete de esta música le da un sentido evangelístico a sus letras, con el fin de expresar su relación espiritual, manifestar su fe, y/o causar una reacción en las personas que escuchan la música.
A lo largo de los años, la música cristiana ha trascendido notablemente. En las últimas décadas se ha notado un gran aumento en la cantidad de música cristiana producida en iglesias evangélicas y otras ramas protestantes o no denominacionales. Han surgido muchos cantautores que ahora tienen fama internacional, tanto en el mundo anglosajón como del latinoamericano. Tal es la influencia de la música cristiana que es una categoría tenida en cuenta en diversas premiaciones representativas de la música a nivel internacional, como los Premios Grammy y desde el 2003 en los Premios Arpa.

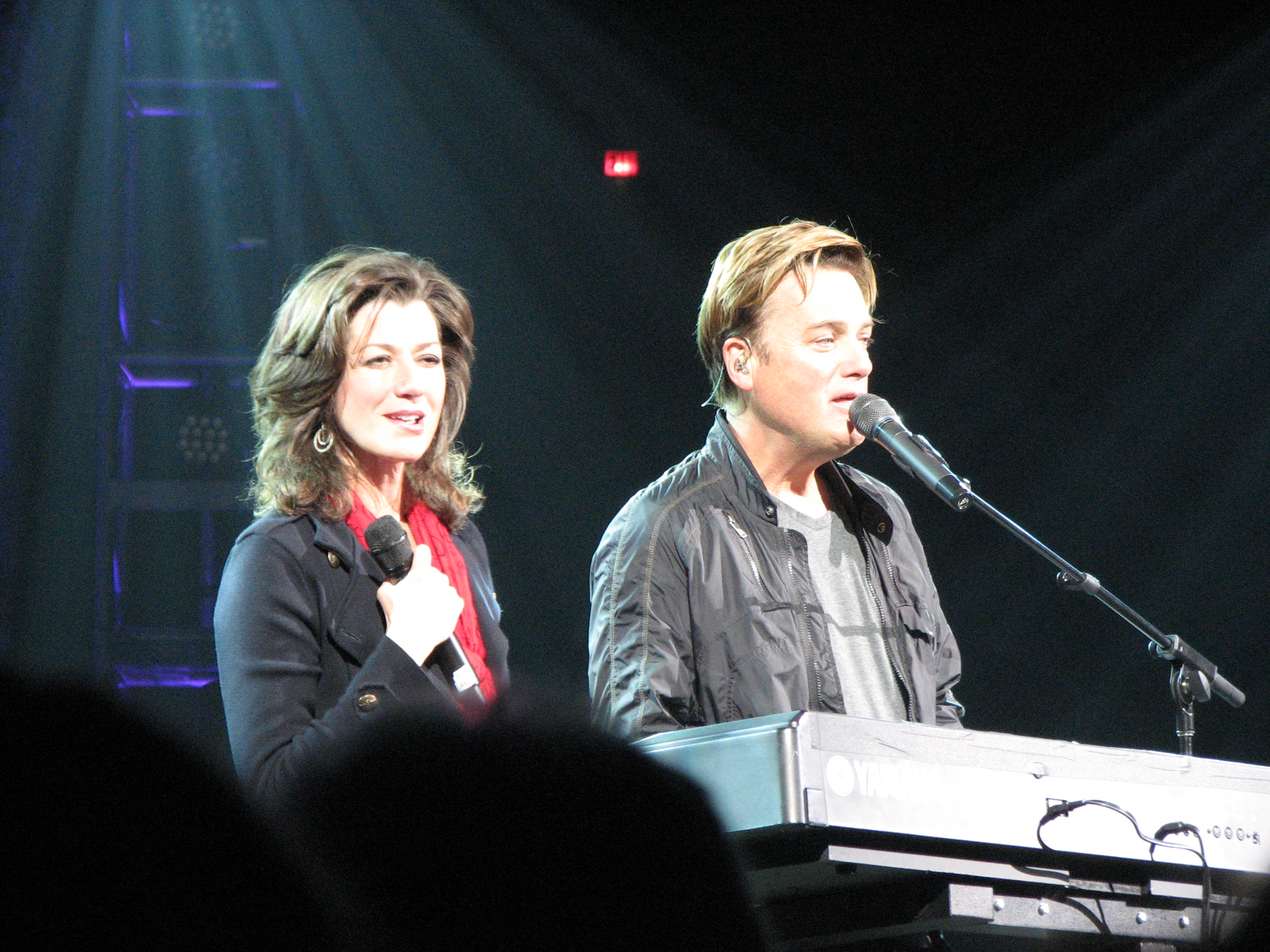
Amy Grant y Michael W. Smith.

La música cristiana contemporánea se suele considerar diversa en cuanto a los estilos musicales que comprende. Desde la segunda mitad del siglo XX ha habido músicos de esta categoría que han incursionado en diversos géneros musicales que comprenden desde formas renovadas de música mesiánica, los géneros contemporáneos más clásicos como góspel, soul, balada, folk, country, blues, jazz, pop, rock alternativo o rock cristiano, hasta el metal, hardcore; ritmos latinos como el mariachi, la salsa y la música ranchera, o ritmos más modernos como el hip hop, reggae, reggaetón, música electrónica, e incluso otros estilos musicales contemporáneos como la música global.

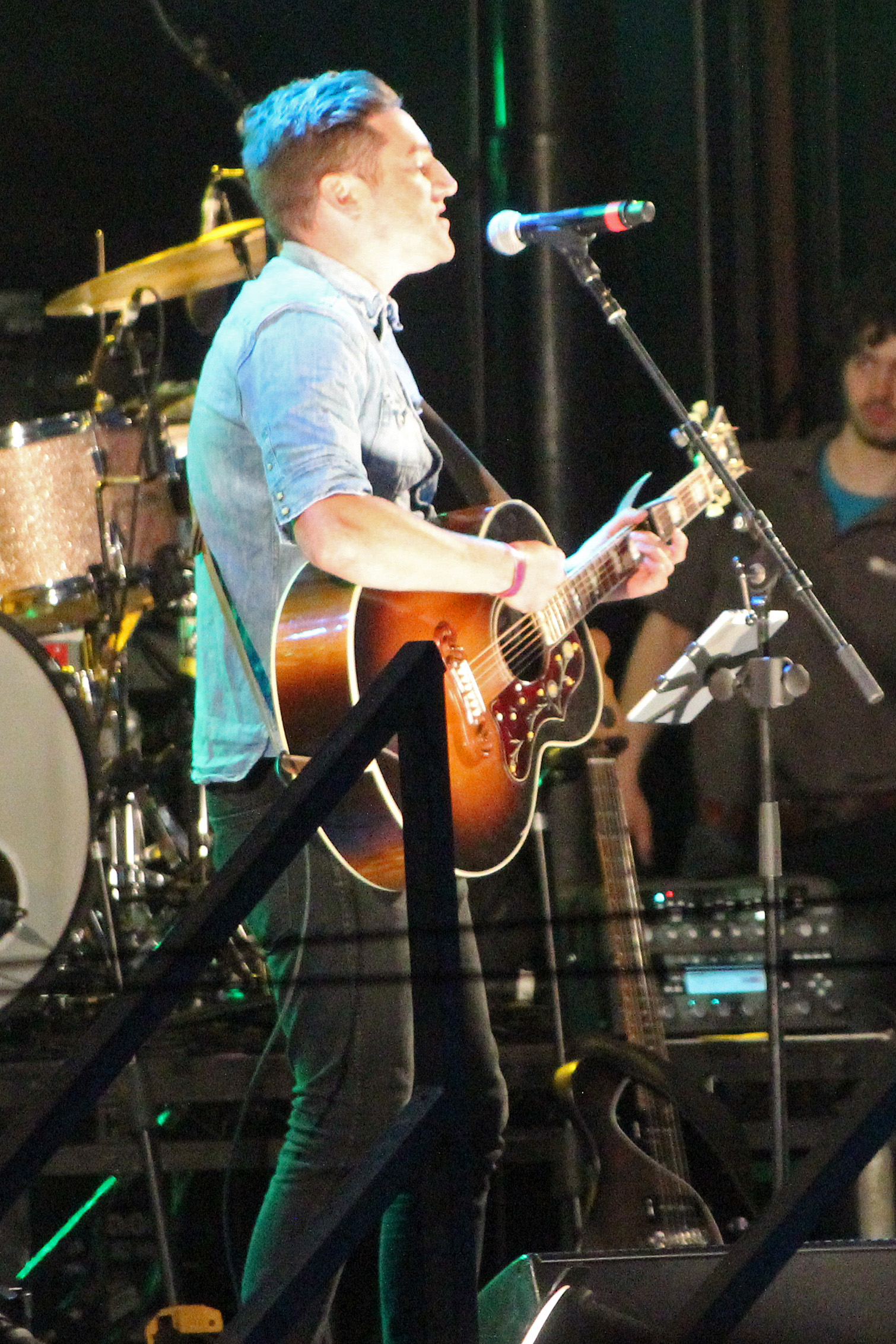
Tim Hughes.

Además, existe una subcategoría musical derivada de la música cristiana contemporánea; esta es conocida como "música de adoración" o música contemporánea de adoración (en inglés Contemporary worship music), que en esencia es una forma moderna de música congregacional cristiana, cuyas composiciones a menudo son llamadas "canciones de alabanza" o "canciones de adoración" que son interpretas por "grupos de alabanza".
El worship, está muy influenciado por géneros como el dream pop, el post punk, el rock alternativo, el britpop, el punk pop, new wave, synth pop, funk, funky house, funk rock, nu-disco, House, french house, house tropical, Techno, 
dubstep, neopsicodelia, easy listening, chillstep, progressive house, big room house, trance, glitch hop, trip hop, 
ambient, ska, dance pop, dance rock, folk pop, rock pop, soft rock, hard rock, blues rock, blues, indie pop, indie rock, art rock, power pop, power ballad, protopunk, surf rock, rock sinfónico, space rock, rock progresivo, metal neoclásico, opera rock, Hardcore punk, grunge, arena rock, eurodance, shoegaze, rock gótico, emo, midwest emo, country, reggae, reggaetón, reggae rock, chamber pop, jangle pop, noise pop, sadcore, madchester, música judía, música árabe, post rock, EDM, rock electrónico, electro pop, latin rock, latin pop, rap, rap rock, hip hop, jazz fusion, jazz rock, rock and roll, R&B, soul, nuevo flamenco, etc.

### Controversia
Cabe destacar que varios de los estilos musicales modernos reciben fuertes críticas y profundo rechazo por parte del fundamentalismo, otros sectores cristianos, diversos ministros y creyentes que no aceptan la incorporación ni la combinación de ciertos géneros temática cristiana, por considerarlos ritmos mundanos, seculares, "sensuales" o incluso satánicos. 
Estilos de la era contemporánea como el heavy metal, el death metal, el screamo, así como el rap, el hip hop y el reguetón, a menudo son fuertemente desaprobados por sectores conservadores de la comunidad cristiana, que llegan a denunciar la aceptación de estos como una forma de secularización que pervierte el carácter de consagración y santidad de la música. El conocido ministerio "I'll Be Honest", por ejemplo, desaprueba la música con sonidos estridentes, distorsionados y violentos, considerando que no tiene lugar en el cristianismo.

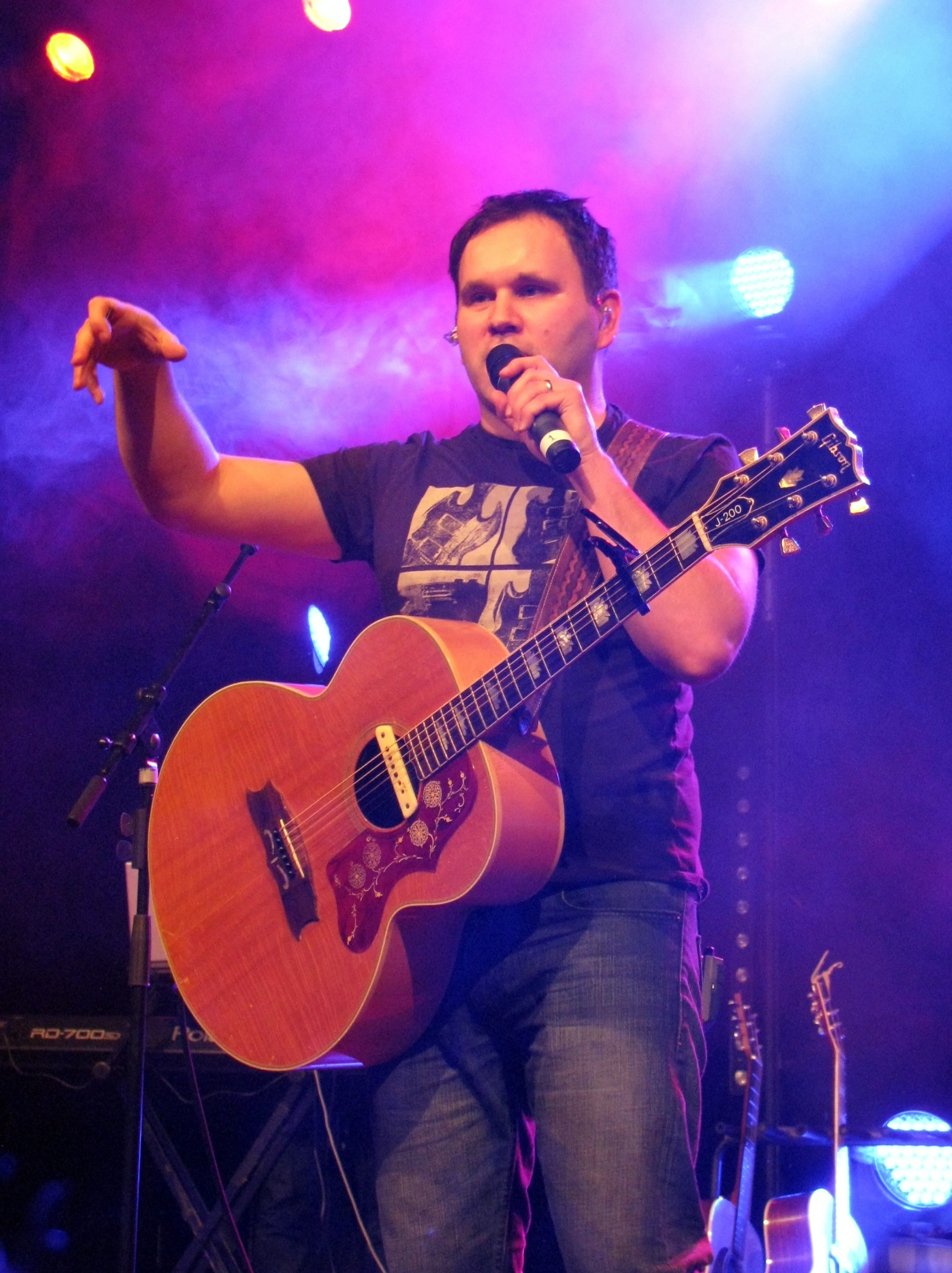
Matt Redman.

Así mismo, el rechazo al rock o al pop moderno, por ejemplo, se debe en parte a que estos géneros han sido asociados con diversas prácticas inmorales desde sus comienzos, prácticas que son fuertemente reprendidas y rechazadas en la moral cristiana, tales como la promiscuidad sexual y el consumo de drogas y alcohol.
De esta manera, hay quienes cuestionan los motivos que en realidad pueden llegar a tener los músicos, debatiendo si cierto ritmo o ciertos músicos están ejerciendo verdaderamente un ministerio cristiano musical para evangelizar, o simplemente están realizando una forma de entretenimiento con motivos de marketing para vender discos.
El rechazo a la secularización de la música ha sido tema de discusión en múltiples denominaciones. La opiniones son muy variadas, y a veces suelen ser tema de controversia y opiniones encontradas. Hay círculos cristianos que prohíben estrictamente el escuchar varios de esos ritmos a sus miembros. Otros se encuentran fuertemente preocupados por la apostasía, y así, pueden llegar a cuestionar la afiliación denominacional de los cantantes, o el mensaje doctrinal, la fidelidad moral, o el carácter espiritual detrás del mensaje de las canciones o el artista mismo.

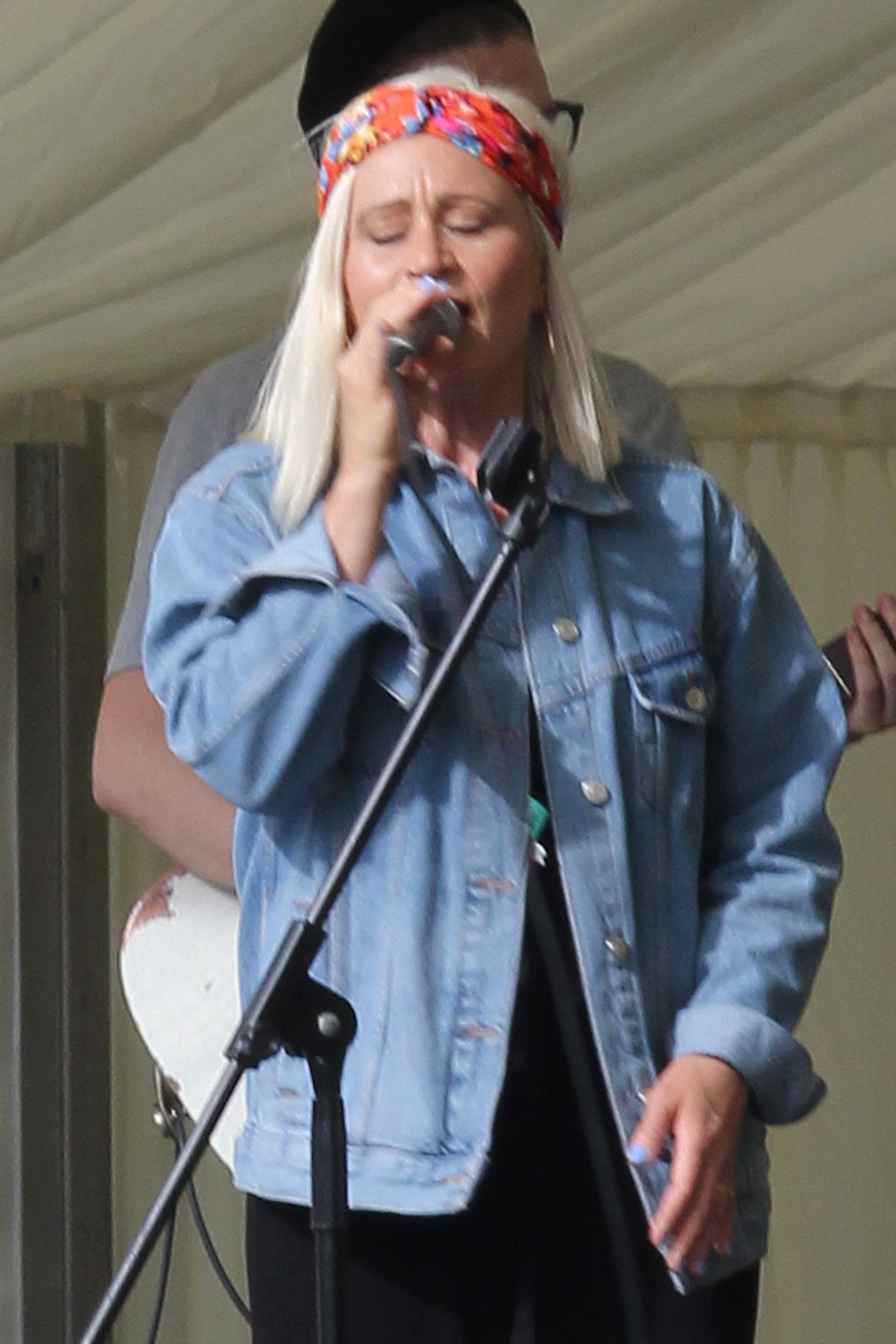
Lou Fellingham.

Otro tema de controversia tiene que ver con las relaciones que algunos músicos llegan a tener con otras instituciones o líderes religiosos. Con la creciente difusión del ecumenismo (también llamado 'movimiento ecuménico') han llegado a surgir opiniones encontradas puesto que, mientras algunos músicos lo aprueban, hay cristianos que lo rechazan fuertemente. No obstante, aun así se han organizado festivales musicales en los que algunos músicos conocidos del ámbito protestante se han presentado en eventos de carácter católico, o viceversa. El cantante católico Matt Maher, por ejemplo, se ha hecho muy conocido en el ámbito de la música protestante, mientras que el grupo Hillsong United y la cantante Darlene Zschech participaron en el concierto "Receive the Power" en Sídney, Australia el 18 de julio del 2008, un evento que la Iglesia Católica organiza cada año, llamado "Jornada Mundial de la Juventud" (JMJ) o 'World Youth Day' (WYD). Otros casos incluyen al cantante Michael W. Smith, que en octubre de 1995 tocó en evento pontificio por la llegada de Juan Pablo II a la ciudad de Baltimore; o la banda Third Day y el rapero tobyMac, quienes en abril del 2009 se presentaron en un evento de carácter católico ante Benedicto XVI, en la ciudad de Nueva York.
Otro tema de debate que a menudo surge tiene que ver con los artistas que en un inicio realizaron música cristiana y posteriormente incursionaron al ambiente de la música secular, o viceversa; y con diversas producciones de los mismos, que no tratan temas de fe cristiana en absoluto. Ejemplos de artistas de habiendo hecho música cristiana también han producido música secular, incluyen a Amy Grant, Skillet, Brooke Fraser, Chris Rice, Underoath, Daughtry, Relient K, Stryper, The Afters, etc.
Además, también ha surgido confusión respecto a algunas agrupaciones que en algún momento fueron equívocamente catalogadas como "bandas cristianas" por diversos medios, a pesar de que propiamente no producen música con mensajes evangelísticos ni con expresiones explícitas del cristianismo. Algunos ejemplos de bandas de que en algún momento de su carrera fueron erróneamente catalogadas como cristianas incluyen a Evanescence, Creed, Three Days Grace, etc.

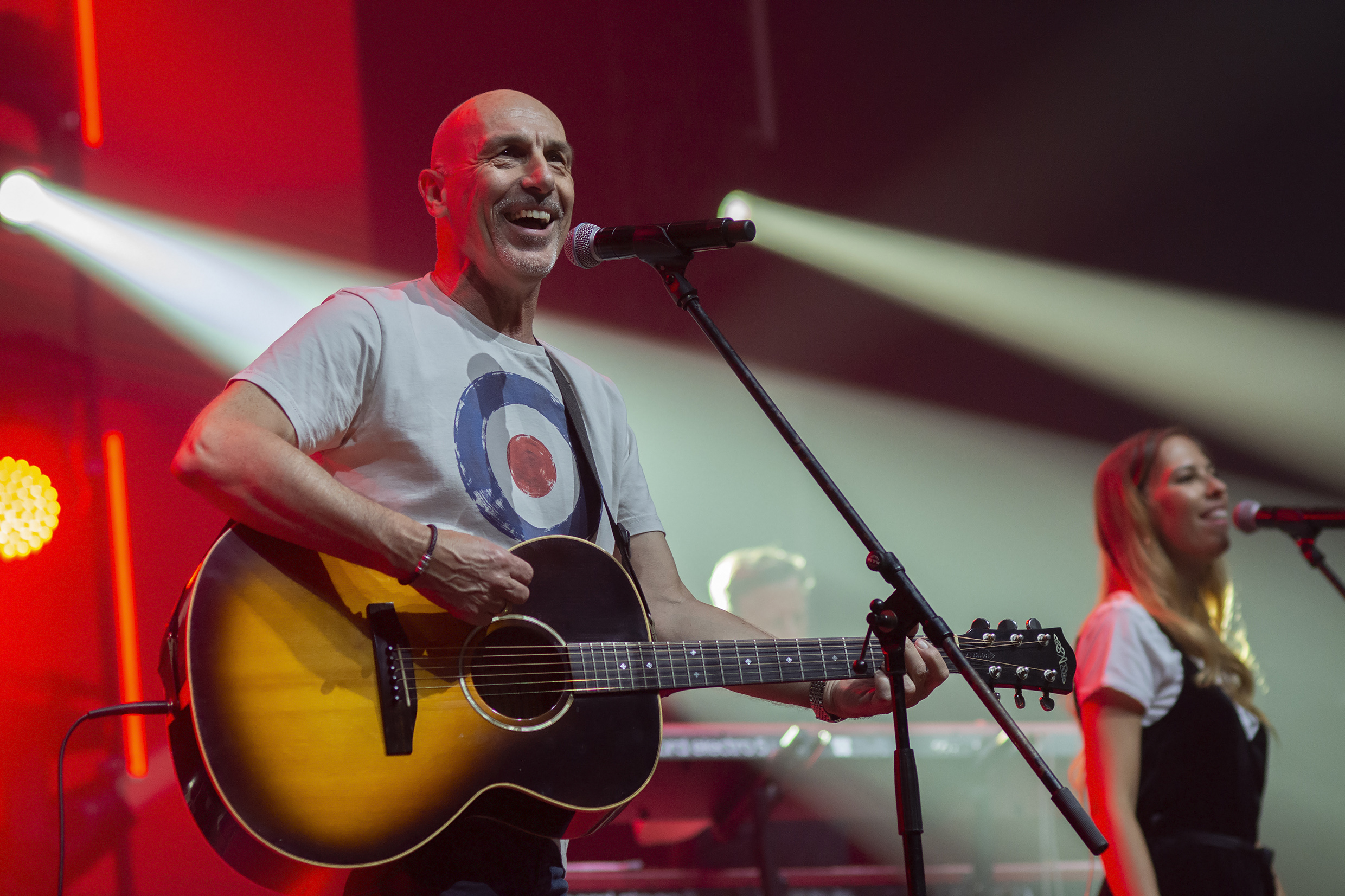
Noel Richards.

También suele haber malentendidos respecto a diversas bandas que tienen miembros que sí se consideran a sí mismos cristianos, pero que, que en realidad, no se enfocan a producir como tal música dedicada a Jesucristo, ni a la alabanza, la adoración, o al evangelismo. Algunas bandas que no se reconocen a sí mismas como bandas dedicadas a hacer propiamente «música cristiana» (a pesar de que a veces son catalogadas así por diversos medios o fanes), incluyen a Switchfoot, Lifehouse, Flyleaf, Chevelle, The Fray, 12 Stones, Needtobreathe, entre otras.

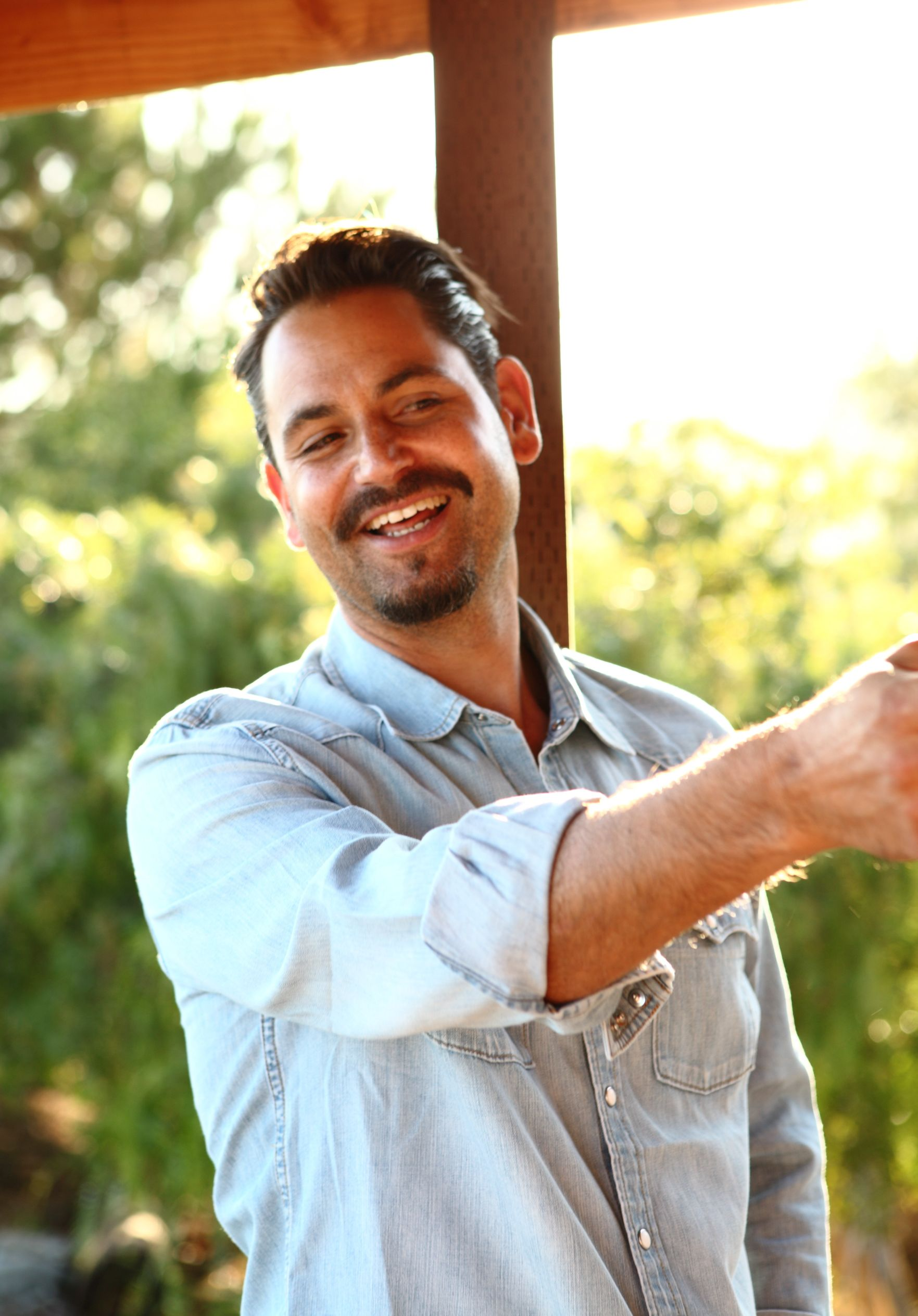
Brenton Brown.

En este sentido, es importante resaltar que el hecho de que en un músico se considere a sí mismo cristiano, no necesariamente significa que este se dedique a componer música cristiana, al igual que tampoco el hecho de que una canción mencione a Dios, significa que esta haya de ser catalogada como en esta categoría. 
Al respecto, algunos ministros y autores cristianos han opinado que por ello el mensaje de la música cristiana debe ser explícito, y que, por definición, debe centrarse en la figura de Cristo, y no en el músico. El escritor cristiano Rick Jones, por ejemplo, considera: 

"...mucha de la música 'cristiana' de hoy no puede ser muy espiritual en su mensaje porque apenas menciona a Dios. 
La verdadera música cristiana da el honor y la gloria a Jesucristo, no al cantante."

Diversos pastores como David Cloud de Way Of Life Ministries y Michael Hoggardd de Bethel Church, Bob Jennings, así como David Wilkerson de la Iglesia de Times Square se encuentran entre las figuras cristianas destacadas que han desaprobado en general aspectos de la industria moderna de música cristiana. Mike Hoggard por ejemplo, ha realizado un estudio donde señala supuestos símbolos ocultistas en la música cristiana. El reconocido pastor David Wilkerson, por otra parte, dijo haber visto "imágenes demoníacas" y presenciado una manifestación diabólica en el único concierto de rock cristiano al que asistió en 1987, luego de que el cantante de la banda lo había invitado personalmente. Wilkerson concluyó:

"Grandes engaños abundan en todas partes no sólo en lo que respecta a la música rock y punk de los jóvenes, sino también en lo que respecta a las nuevas formas en que se promueve la adoración y la alabanza"
David Wilkerson, (1987), World Challenge

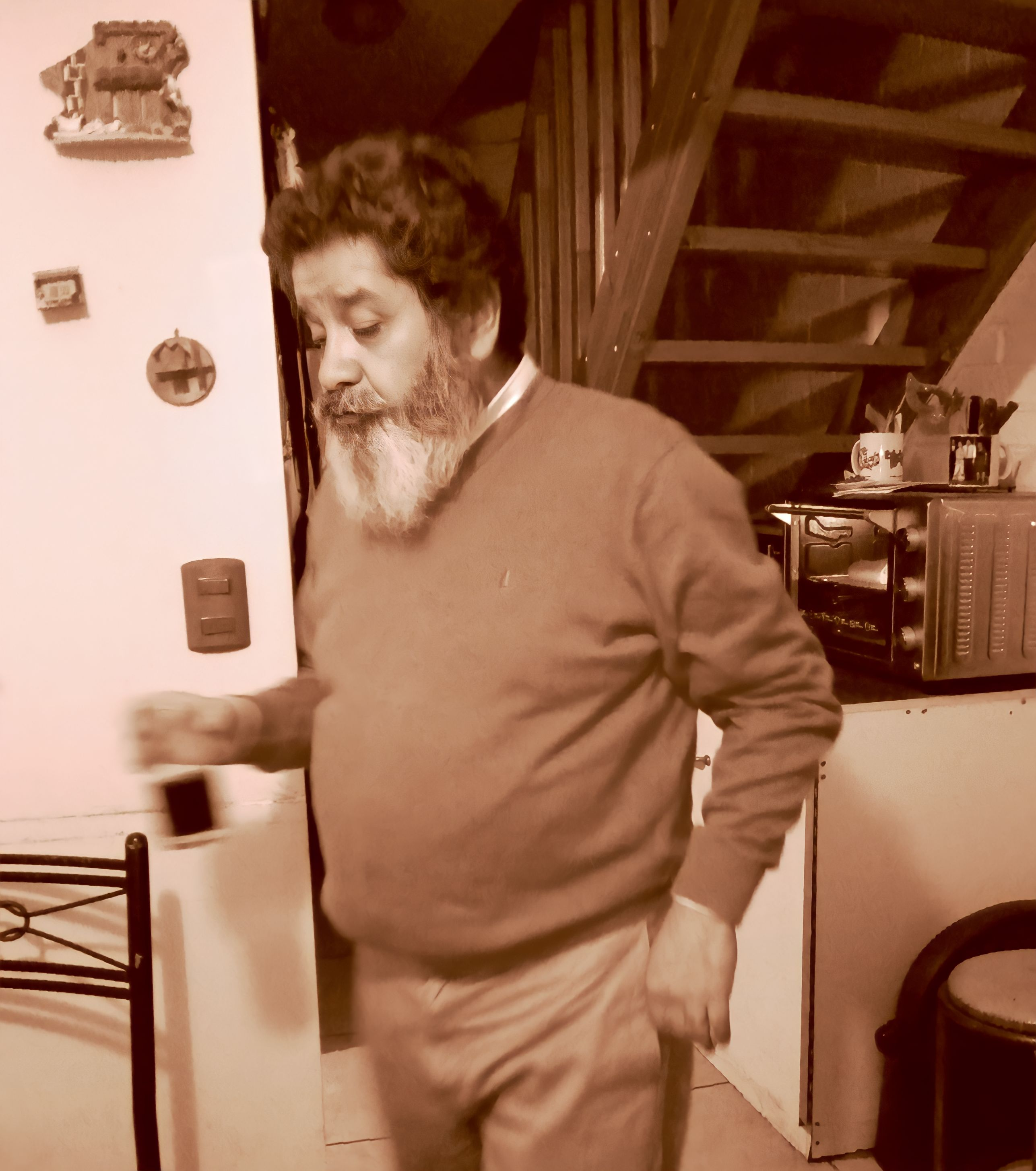
Juan Arancibia.

Por otra parte, otro tema que ha generado gran controversia es el hecho de ligar la riqueza espiritual de este tipo de música a la calidad musical técnica, a lo cual diversos pastores como Chuy Olivares o Paul Washer (entre otros) han dicho que el hecho de que la música autodenominada cristiana sea un material de gran calidad musical no quiere decir que esté cargada de sentido espiritual, a lo cual el pastor y también cantante Alexis Peña concluyó: "En la verdadera adoración la meta es la gloria de Dios y el arte es solo una herramienta para descubrir su gloria, el ser un gran músico no es la meta, la meta es hacer manifiesta la imagen de Dios y que Él sea glorificado en todo"
En julio de 2014, el exlíder de la banda de As I Lay Dying confesó que aunque su banda se dio a conocer como banda de metal cristiano, él y otros miembros han sido ateos y nunca lo dijeron por temor a vender menos discos. Expresó también que, en su opinión, de todas las llamadas bandas cristianas de metal que ha conocido solo una de cada diez está formada por verdaderos cristianos practicantes.
El sábado 16 de junio de 2016, líderes religiosos de Estados Unidos, dirigidos y organizados por Nick Hall, realizaron un macro-evento de música cristiana y oración en el cual participaron evangélicos y católicos en el National Mall de Washington D. C. El evento de corte ecuménico se tituló Together 2016 ("Juntos 2016") y fue aprobado por el papa Francisco como una oportunidad de unir a creyentes de Jesús sin importar las diferencias doctrinales. En el evento participaron músicos cristianos destacados, tales como Hillsong United, Michael W. Smith, Jeremy Camp, Lecrae, Casting Crowns, Kirk Franklin, Kari Jobe, Matthew West, Christine D'Clario, Luis Palau, Crowder, entre otros. Asimismo, se contó con la invitación de conferenciantes evangélicos (como Josh McDowell, Ravi Zacharias, Francis Chan y Samuel Rodríguez), conferenciantes católicos (como el Obispo 'Bishop Robert' y Mateo Calisi) además de la transmisión de un mensaje del Papa y una carta del presidente Barack Obama que dieron muestras de agrado y apoyo al evento.

### Intérpretes de Música Cristiana Católica & Evangélica o Contemporánea

#### Formatos
En la actualidad, la música cristiana contemporánea es emitida por estaciones de radio, canales de televisión y especialmente, sitios de Internet, estando disponible en casi todo tipo de formatos: CD, LP, formatos digitales, DVD, etc. Los álbumes y vídeos musicales cristianos han incrementado su popularidad y sus ventas en los últimos años.

## Premios y eventos de música cristiana
La música cristiana es reconocida en distintos países y galas alrededor del mundo. En el idioma español, son los Premios GMA Dove con sus categorías hispanas (álbum del año y canción del año), Premios Arpa, Premios AMCL, Premios Redención, Premios El Galardón, Praise Music Awards, entre otros, quienes evalúan este nicho musical. A su vez, algunos de los galardones más importantes de la música global, poseen categorías donde se evalúa la música cristiana por año, siendo los más relevantes los Premios Grammy Latinos en sus respectivas categorías, portugués y español, Premios Heat Latin Music y su categoría "Música religiosa", Premios Soberano y su categoría "Música Religiosa Contemporánea", por mencionar algunos.
Respecto a la música cristiana de habla inglesa, los más destacados son los GMA Dove Awards de la Gospel Music Association, los premios Grammy para la música cristiana y el góspel, los Stellar Awards y los Covenant Awards.
Así mismo, hay diversos eventos musicales dedicados especialmente a organizar conciertos o presentaciones para difundir artistas de música cristiana contemporánea. Algunos de ellos son:
| - Expolit - GMA Dove Awards - MCTV - Premios Arpa - HeavenFest - Covenant Awards | - Greenbelt Festival - Ichthus Festival - Premios Vertical Music - Alive Festival - Premios Redención - África Gospel Music Awards | - Creation Festival - Cornerstone Festival - Winter Jam - Explo Music Fest - Bogotá Góspel - Jesus Fest |